# Падміні
Падміні (англ. Padmini там. பத்மினி 12 червня 1932, Тіруванантапурам — 24 вересня 2006, Ченнаї) — індійська акторка, танцюристка в стилі бхаратанатьям та кінорежисерка. Перша південно-індійська акторка, що увійшла до Боллівуду.  Зіграла у понад 250 індійських фільмах.

## Життєпис
Падміні, а також її молодшу сестру Лаліту і старшу Рагін, називали «Тируванантапурамськими сестрами». У цьому тріо Падміні вважалася найпопулярнішою. 35 років Падміні прожила зі своїм чоловіком Рамачандраном в США, де відкрила школу класичного танцю «Padmini School of Fine Arts», що стала однією з найбільших шкіл індійських класичних танців у США. Живучи в Америці, Падміні продовжувала зніматися в кіно, періодично літаючи до Індії.
Будучи поліглоткою, Падміні озвучувала ролі трьома мовами Південної Індії (тамільська мова, телугу, малаялам) і на гінді, не користуючись послугами дублерок (згідно іншого джерела, всіма чотирма мовами Південної Індії). Падміні стала першою південно-індійською акторкою, що увійшла до світу Боллівуду. Крім індійських фільмів, Падміні знялася в першому спільному радянсько-індійському фільмі «Ходіння за три моря» (1957). Єдиний раз знялася в кіно в танцювальному дуеті разом з Виджаянтімалою у фільмі «Виправдання» (1958). Знімалася разом з Раджа Капуром у фільмах "У країні, де тече Ганг" (1960), "Моє ім'я Клоун" (1972).
Падміні отримала багато кінопремій від індійських організацій, а також премію в номінації «Найкращий класичний танцівник» на Всесвітньому фестивалі молоді і студентів, що проходив у Москві.

## Часткова фільмографія
- 1933 — Martanda Varma
- 1957 — Ходіння за три моря — придворна танцюристка Лакшмі
- 1958 — Raj Tilak / Виправдання — танцювальний номер
- 1958 — Amar Deep / Амардіп — Рупа
- 1958 — Mujrim / Злочинець — танцювальний номер у пісні «Heeriye, Soniye»
- 1960 — Jis Desh Men Ganga Behti Hai / У країні, де тече Ганг — Каммі
- 1960 — Singapore / Сінгапур — Лата
- 1962 — Aashiq / Улюблений
- 1965 — Kaajal / Тіні — Бхану
- 1965 — Mahabharat / Махабхарата
- 1966 — Afsana / Ангел — Рену
- 1967 — Aurat / Жінка — Парваті
- 1969 — Madhavi / Принцеса Мадхава — Раджкумар Мангала Сінгх
- 1970 — Aansoo Aur Muskan / Сльози та посмішки — Мері
- 1972 — Mera Naam Joker / Моє ім'я Клоун — Міна
- 1984 — Nokkathaa Dhoorathu Kannum Nattu / Довга розлука — Куньоньямма
- 1985 — Poove Poochoodavaa / Довга розлука — Пунгаванатхама

## Нагороди
- 1966 — Filmfare Award за найкращу жіночу роль другого плану (фільм «Тіні», 1965)